# Sam Burton
Samuel Burton (sinh ngày 10 tháng 11 năm 1926 - mất ngày 8 tháng 10 năm 2020) là một cựu cầu thủ bóng đá người Anh thi đấu toàn bộ sự nghiệp ở vị trí thủ môn cho Swindon Town, có 463 lần ra sân ở Football League và 509 ở tất cả đấu trường. Chỉ có John Trollope, Maurice Owen và Fraser Digby thi đấu cho câu lạc bộ nhiều trận hơn.